# 和尚洲水湳
和尚洲水湳，原稱水湳，是新北市蘆洲區的一個地名，位於該區西北部，範圍大致包括水河里南部、水湳里、忠孝里、仁愛里、保和里三民高中北端、保佑里、保新里不含西北角及東北角。

## 歷史
台灣清治末期至日治前期，和尚洲水湳地區為一街庄，稱為「水湳庄」，隸屬於芝蘭二堡。該庄西北與成仔藔庄為鄰，東北隔淡水河與中洲埔庄相望，東邊及南邊為樓仔厝庄，西南邊為中路庄、南港仔庄。
1901年（日治明治三十四年）11月，該庄隸屬於臺北廳，編入第十四區。1906年（明治三十九年）1月，第十四區改名「和尚洲區」。1920年（大正九年），該庄改制並改名為「和尚洲水湳」大字，隸屬於臺北州新莊郡鷺洲庄。
戰後鷺洲庄改制為鷺洲鄉，隸屬於臺北縣，大字亦改制為村。1947年，三重、蘆洲分治，該地區更名蘆洲鄉。1998年，蘆洲鄉升格為蘆洲市，村亦改制為里。2010年12月，因應臺北縣升格為新北市，蘆洲市改制為蘆洲區。

## 交通
台北捷運中和新蘆線的端點站之一的蘆洲站位於和尚洲水湳地區西部靠近邊界處，隣近居民可由此路線及相關路網快速前往大台北地區各地，或至台北車站轉搭高鐵、台鐵或客運前往全台各地。捷運蘆洲機廠位於本地區西北端，昔日為沼澤地。
縣道103號（三民路）經過本地區南部，往西北轉北可前往五股、八里，往東南可前往三重。

## 學校
- 國立空中大學
- 三民高中（小部分）
- 仁愛國小

## 廟宇
- 灰磘福壽宮（土地祠）

## 公園
- 仁愛公園